# Abraham Kupchik
Abraham Kupchik (Brėst, 25 marzo 1892 – Montclair, 26 novembre 1970) è stato uno scacchista statunitense di origine russa.
Nato in una famiglia ebraica a Brėst (allora facente parte dell'Impero russo, oggi in Bielorussia), nel 1903 emigrò con la famiglia negli Stati Uniti. 

## Principali risultati
Dal 1914 al 1930 vinse undici campionati del Manhattan Chess Club, dieci volte da solo e nel 1920 alla pari con Oscar Chajes.
Partecipò con la squadra USA alle olimpiadi di Varsavia 1935, totalizzando (+6 −0 =8). Vinse la medaglia di bronzo in 3ª scacchiera e l'oro di squadra.
Giocò in 9ª scacchiera nel Radio-Match URSS-USA del 1945, ma perse ½ /1½ contro Vladimir Makogonov.
Altri risultati:
- 1915:    4º con 7/14 nel torneo "New York Masters", vinto da Capablanca con 13/14[3]
- 1916:    2º-4º a New York con David Janowski e Borislav Kostić, dietro al vincitore Capablanca
- 1918:    vince il torneo di Rye Beach (New York)
- 1919:    vince a Troy il campionato dello Stato di New York
- 1923:    = 1º con Frank Marshall nel torneo di Lake Hopatcong
- 1924:    gioca un match a New York con Efim Bogoljubov, perdendo (+1 −3 =2)
- 1925:    vince a Cedar Point il 26º United States Open
- 1925:    gioca un match a New York con Carlos Torre Repetto, pareggiando  (+1 −1 =4)
- 1926:    2º dietro a Capablanca nel torneo di Lake Hopatkong
- 1929:    3º a Bradley Beach dietro ad Alekhine e Lajos Steiner

Nel 2014 Kupchik è stato ammesso nella U.S. Chess Hall of Fame.